# 石塚仁太郎
石塚 仁太郎（いしつか じんたろう、1950年（昭和25年）10月20日 - ）は、茨城県の政治家。早稲田大学大学院政治学研究科修士課程修了。茨城県岩井市長。初代坂東市長。茨城県市長会会長。茨城県国民保険団体連合会理事長。東京メトロ有楽町線建設誘致期成同盟会副会長。父は岩井市議会の議長を務めた。持論は『市長3期説』。

## 経歴
1986年1月の岩井市議会議員選挙において初当選。1994年の岩井市長選挙に、現職の吉原英一とその父・三郎時代から続く長期政権反対を訴え、2期8年までしか務めないという公約で出馬し初当選。1998年にも吉原英一と争い再選し、岩井市・猿島町が合併し坂東市が誕生するまで市長を務めた。2005年3月の坂東市長選挙において無投票当選。
2008年に発覚した茨城県国民健康保険団体連合会10億円横領事件では、同会理事長として対応に追われた。
2009年4月12日に行われた坂東市長選では三度吉原英一と一騎討ちとなった。石塚は、自民党の国会議員や県連、大半の市議らの応援を得て組織戦を展開したが、1000票余りの差で落選した。
2010年12月12日に行われた茨城県議会議員選挙において初当選。
2014年茨城県議会議員選挙で無投票再選。
2018年茨城県議会議員選挙への不出馬を表明し政界引退。
2022年、旭日中綬章受章。